# Chocolate: Deep Dark Secrets
Chocolate: Deep Dark Secrets é um filme hindu, gravado em Bollywood em setembro de 2005, estrelando Emraan Hashmi, Arshad Warsi, Tanushree Dutta, Irrfan Khan, Anil Kapoor e Sunil Shetty e que contou com a participação da contora britânica Emma Bunton. O filme foi escrito por Pritam e dirigido por Vivek Agnihotri.

O filme é severamente criticado por ser uma cópia descarada do filme de Hollywood de 1995 The Usual Suspects.